# Lewiston (Utah)
Lewiston – miasto w Stanach Zjednoczonych, w stanie Utah, w hrabstwie Cache.